# Hervé Kambou
Harvé Kambou (Abidjan, 1º maggio 1985) è un calciatore ivoriano, difensore del Diablos Rojos.